# NGC 2351
NGC 2351 is een groep sterren in het sterrenbeeld Eenhoorn. Het hemelobject werd op 9 maart 1828 ontdekt door de Britse astronoom John Herschel.